# Ride the Lightning
Ride the Lightning je drugi album grupe Metalika, izdat 1984. godine.
Po mišljenju većine obožavatelja grupe jedan od najboljih albuma grupe.

## Pesme
1. Fight Fire With Fire                4:44
2. Ride The Lighting                   6:36
3. For Whom The Bell Tolls             5:10
4. Fade To Black                       6:56
5. Trapped Under Ice                   4:03
6. Escape                              4:23
7. Creeping Death                      6:36
8. The Call of Ktulu (instrumental)    8:52

## Postava benda
- Džejms Hetfild - vokal, ritam gitara
- Kirk Hamet — gitara
- Lars Ulrih — bubnjevi, udaraljke
- Klif Barton - bas-gitara